# Cosa c'è dall'altra parte
Cosa c'è dall'altra parte è un singolo del gruppo musicale italiano Negramaro, pubblicato il 15 febbraio 2019.

## Descrizione
Il brano è un omaggio al chitarrista del gruppo Lele Spedicato, colpito nel settembre 2018 da un grave malore.

## Video musicale
Il videoclip è stato pubblicato il 16 febbraio 2019 sul canale YouTube del gruppo. 

## Tracce
1. Cosa c'è dall'altra parte – 4:57